# Габдулла Амантай
Габдулла́ Аманта́й (баш. Ғабдулла Амантай, тат. Габдулла Амантай); полное имя — Габдулла́ Сахипгаре́евич Аманта́ев (баш. Ғабдулла Сахипгәрәй улы Амантаев); 23 декабря 1907, д. Верхний Кунакбай Бузулукского уезда Самарской губернии, ныне Переволоцкого района Оренбургской области — 1938, Уфа) — татарский и башкирский советский поэт, литературовед и фольклорист, общественный деятель.

## Биография
Габдулла Амантай (Габдулла Сахипгареевич Амантаев) родился в 1907 году в деревне Верхний Кунакбай Бузулукского уезда Самарской губернии, ныне Оренбургской области.
В 10-летнем возрасте его определяют на учёбу в медресе «Хусаиния». В 1917 году во время учёбы познакомился с Даутом Юлтыем и Шаехзадой Бабичем. Дружил с Сагитом Агишем и Мусой Джалилем. В 14 лет Габдулла становится секретарем Туксоранского кантонного комитета комсомола.
В 1921 году Габдулла становится студентом Башкирского института народного образования в Оренбурге.
с 1927 ответственный редактор татаро-башкирмкого бюро ЦК ВЛКСМ, заведующий отделом печати Башкирского обкома  ВЛКСМ.
Принимал активное участие в составлении словарей и учебников башкирского языка, один из организаторов башкирской филологической науки. Его научные труды посвящены принципам определения национальной литературы, проблемам исследования башкирского фольклора и литературного языка. Амантай хорошо знал татарский, турецкий, казахский и узбекский языки.
С мая 1932 являлся научным сотрудником 2-го разр. ИВ АН СССР. Принимал участие в коллективной работе по истории движения джадидов в Узбекистане (собирал материалы в дореволюционной узбекской и татарской периодической печати).
Делегат Первого съезда писателей СССР. Член БашЦИКа.
Начал печататься с 15 лет. Первое стихотворение «Без», было опубликовано на татарском языке в газете «Башкортстан» в 1921 году.
Так же известны его книги на татарском языке «Авыл малайлары» (1928), «Бәләкәй дусларга» (1928), «Тырыш Вәли» (1928), «Су буенда» (1930), «Чынаяк» (1931), «Йорт хайваннары» (1935), «Ала карга әкияте» (1935), «Мәкальләр» (1936), «Җомаклар» (1936), «Шигырьләр» (1938), пьеса «Еллар үткәндә».
Первый сборник стихов «Песни борьбы» вышел в 1927. Всего при жизни издал 9 книг.
В Казани изданы книги «Маэмайлар» (1936), позже, «Көчекләр» (1963).
В 1937 году репрессирован как башкирский буржуазный националист. Реабилитирован посмертно, в 1957 году.

### Образование
- медресе «Хусаиния»
- Башкирский институт народного образования (Оренбург)
- 1928—1931 годы учился на восточном факультете Ленинградского института философии и лингвистики

### Работа
- 1926—1928 гг. Редактор татарской молодёжной газеты «Яш юксыл»,[4]  (позже башкирская газета «Башкортостан йәштәре», ныне «Йэшлек»)[5].
- 1933—1936 гг — директор Башкирского НИИ национальной культуры, редактор журнала «Октябрь».

## Память
- В Уфе, по адресу улица Ленина, д.2, на белом мраморе золотом вписан текст: «В этом доме в 1933—1937 годах жил видный башкирский поэт, ученый и общественный деятель Габдулла Амантай (1907—1938)».
- Улица в г. Уфе (микрорайон «Колгуевский»)